# Adrien Thélin
Adrien Thélin, né le 11 octobre 1842 à La Sarraz et mort le 4 mai 1922, est une personnalité politique vaudois, membre du Parti radical-démocratique.

## Biographie
Originaire de Bioley-Orjulaz, Adrien Thélin, après des études secondaires au collège Galliard de Lausanne et un séjour en Allemagne, s'établit à La Sarraz comme négociant en vins. 
Il préside le Conseil communal de La Sarraz avant d'être élu député radical au Grand Conseil en 1870 et membre de la Constituante en 1884. Siégeant au Grand Conseil jusqu'en 1899, il le préside à trois reprises, en 1882, 1887 et 1890. Il est élu au Conseil national de 1883 à 1900, puis au Conseil des États dès le 19 mars 1900 en remplacement de Marc-Emile Ruchet. En 1917, il cède son siège à Emile Dind. Il préside le Conseil national en 1898, puis en 1909 le Conseil des États. En 1899, Adrien Thélin est élu au Conseil d'État par le Grand Conseil - l'élection n'est pas encore populaire - fonction qu'il exerce jusqu'en 1919. Il y dirige le Département de l'Intérieur.
Adrien Thélin a par ailleurs présidé la Société des carabiniers vaudois, puis la Société des carabiniers suisses et a siégé au conseil d'administration des Chemins de fer fédéraux (CFF).

## Sources
- « Adrien Thélin », sur la base de données des personnalités vaudoises sur la plateforme « Patrinum » de la Bibliothèque cantonale et universitaire de Lausanne.
- sites et références mentionnés
- « Biographie de Adrien Thélin », sur le site de l'Assemblée fédérale suisse.
- Dossier ATS/ACV photographie de Otto Welti, Lausanne Patrie suisse, 1897, no 93, p. 89